# جزیره کورابلیک (نووسیبیرسک)
جزیره کورابلیک (روسی: Кораблик) یک جزیره در میان رود اب در شهر نووسیبیرسک و در کشور روسیه است.